# Nier: Automata
Nier: Automata (gestileerd als NieR: Automata) is een Japans computerspel uit 2017 uitgegeven door Square Enix en ontwikkeld door PlatinumGames. Het spel is uitgekomen voor Windows, Xbox One en PlayStation 4.
In het spel heeft de speler de keuze om de originele Japanse stemmen te horen met Engelse ondertiteling of een Engelse nasynchronisatie te horen.

## Plot
Het spel speelt zich af in de verre toekomst op een dystopische aarde die nagenoeg volledig verlaten is door mensen nadat buitenaardse robots de aarde overnamen. Eeuwenlang bezetten deze robots de aarde al terwijl de laatste mensen gevlucht zijn naar de maan. Hier bouwen zij androïden, mensachtige robots die ze gebruiken om de aarde te heroveren. 

## Gameplay
Nier: Automata is een computerrollenspel waarbij de speler een open wereld heeft om te ontdekken. De speler bestuurt 2B, een androïde, ontwikkeld door mensen die gevraagd wordt naar de aarde te gaan om de robots die de planeet overheersen te verslaan. Hierbij wordt ze bijgestaan door 9S, een andere androïde. 9S is een niet-speelbaar karakter (NPC), een personage dat door de computer automatisch handelingen uitvoert. Beide androïden zijn onderdeel van het YoRHa-project, de verzetsbeweging van mensen die op de maan wonen. 2B heeft de beschikking over twee zwaarden die de speler zelf kan kopen of opwaarderen. Daarnaast worden zowel 2B als 9S gevolgd door een zwevende 'pod', een apparaat dat informatie kan verstrekken over de omgeving maar ook als vuurwapen ingezet kan worden. 
In Nier: Automata wisselt het standpunt van de camera regelmatig. Meestal moet de speler in een open wereld vechten in een hack and slash-stijl. Er zijn echter ook segmenten waarin het spel een platforming, side-scrolling element heeft. Ook top-down secties komen voor. Er zijn ook missies waarin de speler een 'flight suit' moet gebruiken en vliegend moet afrekenen met vijanden. 
De speler kan bij verschillende winkels speciale wapens, upgrades en tijdelijke boosts kopen. Hier kunnen ook gevonden materialen verkocht worden om weer te besteden aan andere benodigdheden.

## Recensies
Nier: Automata kreeg over het algemeen goede tot zeer goede scores van recensenten. Op Metacritic, een site die het gemiddelde van recensies uitrekent, heeft de PlayStation-versie een score van 88/100 en de pc-versie een 84/100. Het spel wordt geprezen om de muziek, de verhaallijn en de afwisseling in gameplay. Kritiek is er vooral op de pc-versie die bij veel spelers bugs, framedrops en glitches had.

## Prijzen
Nier: Automata won de categorie 'beste muziek' bij The Game Awards in 2017, was genomineerd voor 'beste verhaallijn' en 'beste PlayStation 4 titel' bij de Golden Joystick Awards, en won onder andere de titel 'Spel van het jaar' bij de Global Game Awards 2017.